# Brestice (Bileća, BiH)
Brestice su naseljeno mjesto u općini Bileća, Republika Srpska, Bosna i Hercegovina.

## Stanovništvo

### Popisi 1971. – 1991.
| Brestice      |              |              |              |
| godina popisa | 1991.        | 1981.        | 1971.        |
| Srbi          | 40 (97,56 %) | 53 (94,64 %) | 83 (100,0 %) |
| Jugoslaveni   | 0            | 3 (5,357 %)  | 0            |
| ostali        | 1 (2,439 %)  | 0            | 0            |
| ukupno        | 41           | 56           | 83           |

### Popis 2013.
| Brestice      |              |
| godina popisa | 2013.        |
| Srbi          | 18 (100,0 %) |
| ukupno        | 18           |

## Vanjske poveznice
- Službene mrežne stranice općine Bileća